# アーノルト・アルベルト・ファン・ルーラー

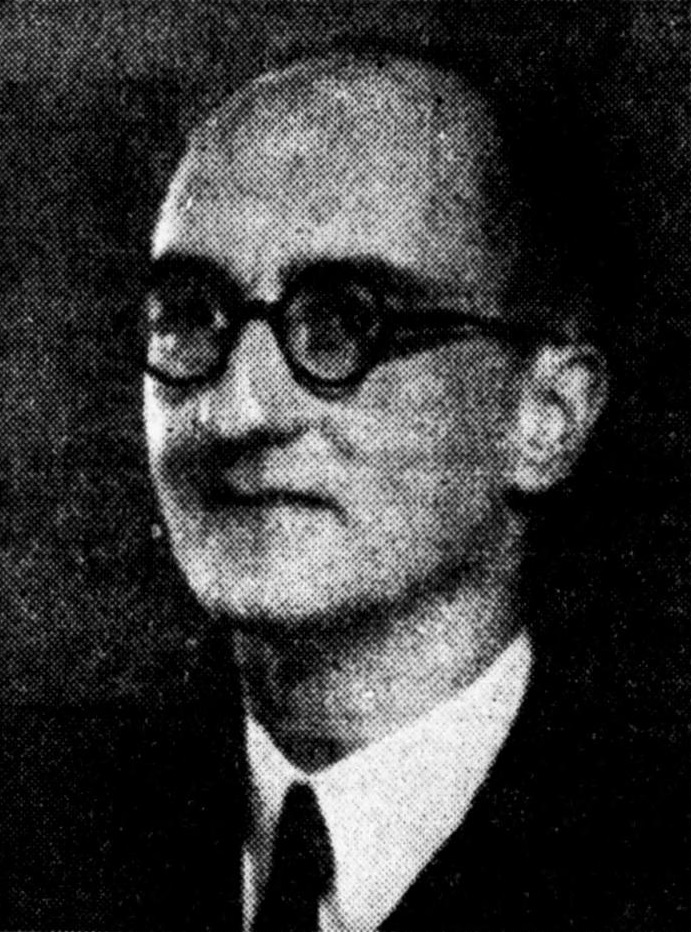

アーノルト・アルベルト・ファン・ルーラー (Arnold Albert van Ruler, 1908年12月10日 - 1970年12月15日) は、オランダの神学者である。教会の牧師として働いた後、1947年よりユトレヒト大学のオランダ改革派教会担当教授になった。

## 生涯と活動
ファン・ルーラーはアペルドールンに生まれた。アペルドールンのヒムナシウム卒業後、フローニンゲン大学で神学を学んだ。
1933年に大学を卒業した後、クバート（フリースラント州）の教会の牧師になった。1940年にはヒルフェルスムの改革派教会の牧師になった。第二次世界大戦後の1947年、神学博士号を取得した。学位論文のタイトルは『律法の成就』であった。それは、神の国に関する研究書である。
1947年に、ユトレヒト大学のオランダ改革派教会担当教授に任命された。主な担当教科は教義学とキリスト教倫理であった。
ファン・ルーラーはオランダ改革派教会の発展に大いに寄与した。1951年に施行されたオランダ改革派教会の新しい教会規程の改定作業に取り組んだ。この新しい教会規程のすべてにファン・ルーラーの影響が行きわたっている。この教会規程は、戒規に基づく教会訓練を原理的に可能にした。
ファン・ルーラーは、第二次大戦後、ヘンドリクス・ベルコフやヤン・ブスケスらと同じように、社会制度や国家体制の問題に直接関与した。ただし、ベルコフらとは異なり、セオクラシー（神政政治）の確固たる支持者であり続けた。
日常生活もファン・ルーラーの関心事だった。書斎に閉じこもる人ではなかった。ファン・ルーラーはこの世界には罪や苦しみがあることを知っていたが、それにもかかわらず創造や地上の生に対して高い評価を持っていた。ファン・ルーラーの出版物には祭りや喜びという言葉が多く用いられている。
サッカーの偉大なる愛好家としての面も持っていた。日曜日の午後は、自ら説教を行う夕方の礼拝とユトレヒトのハルヘンワールト（サッカー場）を往復した。サッカー観戦を大いに楽しむことができた人である。
とにかく非常に目立つ人物であった。メディアにも定期的に姿を現した。25年もの間、AVROというラジオ局の朝の礼拝番組に出演し続けた。また、たくさんの書物を出版した。
生涯の最後の年には教会の行方に対する懸念を表明した。この懸念はファン・ルーラーも関与して1973年に出版された証言書の序文で表明された。1965年ごろ、教会も社会的抵抗運動に参加した。教会は「革命の神学」をその最も重要な代表者であるG. H. テル・シェヘット（1927-2001年）と共に展開した。テル・シェヘットは確信的な「バルト主義者」であったが、バルト神学をマルクス主義的な意味で解釈するよう限定していた。
その動きに正統主義者らが反応した。 G. C. ファン・ニフトリク、ファン・イッターソン、アールダースは証言書を提出し、多数の同意を得ることができた。それは特に政治的説教というものに向けられた非難であった。ただし、ファン・ルーラー自身はこの証言書が出版される頃には死去していたので、彼の妻がファン・ニフトリク教授らと共に署名に加わった。
この証言書は、教会と説教はあまりに多く政治と社会的諸関連の中へと埋没してしまわないほうがよいと警告している。福音は政治ではない。むしろ福音は他なる世界を見つめる視点を与える救済使信である。福音の中心にあるのは、神との和解である。
ファン・ルーラーは1970年12月15日、心筋梗塞で突然亡くなった。62歳。彼の墓はユトレヒトにある。
著書は多数ある。1969年-73年には、第一巻を除くすべてが妻の手によって編集された『神学論文集』（Theologisch werk）全六巻がG. F. カレンバッハ出版社から刊行された。2007年より、ディルク・ファン・クーレン博士の厳密な校訂と編集による新しい『著作集』（Verzameld Werk）の刊行がブーケンセントルム出版社によって開始された。

## ブーケンセントルム版 『ファン・ルーラー著作集』
編集実務：ディルク・ファン・クーレン
- 第 1  巻（2007年）「神学の本質（プロレゴーメナ）」（全550ページ）
- 第 2  巻（2008年）「啓示と聖書」（全518ページ）
- 第 3  巻（2009年）「神、創造、人間、罪」（全524ページ）
- 第 4A巻（2011年）「キリスト、聖霊、救済」（全792ページ）
- 第 4B巻（2011年）「キリスト、聖霊、救済」（全825ページ）
- 第 5A巻（2020年）「教会論、聖礼典」（全771ページ）
- 第 5B巻（2018年）「教会憲法、教会規則、職制」（全904ページ）
- 第 5C巻（2023年）「宣教、終末論」（全981ページ）
- 第 6A巻（2016年）「セオクラシー」（全973ページ）
- 第 6B巻（2016年）「文化、社会、政治、教育」（全988ページ）
- 第 7  巻（2013年）「エキュメニズム、カトリック、プロテスタント」

## カレンバッハ版 『ファン・ルーラー神学論文集』
編集実務：A. A. ファン・ルーラー（第 1 巻）、J. A. ファン・ルーラー・ハーメリンク（第 2 巻以降）
- 第 1 巻（1969年）
- 第 2 巻（1971年）
- 第 3 巻（1971年）
- 第 4 巻（1972年）
- 第 5 巻（1972年）
- 第 6 巻（1973年）

## ファン・ルーラーの単行本
神学・政治論集
- Kuypers idee eener christelijke cultuur （『カイパーのキリスト教的文化の理念』1939年）
- Religie en politiek （『宗教と政治』1945年）
- Politiek is een heilige zaak （『政治は神聖な事柄である』1946年）
- Visie en Vaart （『ヴィジョンと展望』1947年）
- Staat en openbaring （『国家と啓示』プロテスタント同盟のための講演、1947年）
- De vervulling van de wet （『律法の成就』フローニンゲン大学神学博士号請求論文、1947年）
- Droom en gestalte （『夢と形』1947年）
- Het Koninkrijk Gods en de geschiedenis （『神の国と歴史』ユトレヒト大学教授就任講演、1947年、英語版あり）
- De belijdende kerk in de nieuwe kerkorde （『新しい教会規程における告白教会』1948年）
- Het apostolaat der kerk en het ontwerp-kerkorde （『教会の宣教（アポストラート）と教会規程草案』1948年）
- Fundamenten en perspectiefen van het Diaconaat in onze tijd （『現代における執事職の基礎と視座』1952年）
- Bijzonder en algemeen ambt （『特別職と一般職』1952年）
- Na 100 jaar Kromstaf （『百年後の司教杖』1953年）
- Theologie van het Apostolaat （『宣教（アポストラート）の神学』1953年、ドイツ語版・英語版・日本語版あり）
- Kerstening van het Voorbereidend Hoger en Middelbaar Onderwijs （『中高等教育のキリスト教化』1954年）
- Overheid en humanisme （『政府とヒューマニズム』1954年）
- Hoe functioneert de belijdenis? （『信仰告白はどのような役割を果たすか』1954年）
- Die Christliche Kirche und das Alte Testament （『キリスト教会と旧約聖書』1955年、英語版・日本語版あり）

- Achtergronden van het Herderlijk Schrijven （『司牧書簡の背景』1955年）
- Gestaltwerdung Christi in der Welt （『世界においてキリストが形を取ること』1956年、英語版・日本語版あり）
- Het protestantisme en de dierenbescherming （『プロテスタンティズムと動物愛護』1957年）
- Heeft het nog zin van "volkskerk" te spreken? （『国民教会について語ることにまだ意味があるのか』1958年）
- De politieke verantwoordelijkheid der kerk （『教会の政治的責任』1963年）
- Reformatorische opmerkingen in de ontmoeting met Rome （『ローマ・カトリック教会との出会いにおけるプロテスタンティズムの立場』1965年）
- Menselijkheid in de theologie （『神学における人間性』1967年）
- In gesprek met van Ruler （『ファン・ルーラーとの対話』1969年）
- Theologisch werk I-VI（『神学著作集』全六巻、1969-1973年）
- Vormen van omgang met de bijbel （『聖書との交わりの形成』1970年）
- Waarom zou ik naar de kerk gaan? （『なぜわたしは教会に通うのか』1970年）
- Blij zijn als kinderen （『幼子のように喜ぶ』1972年）
- Op het scherp van de snede （『切り口鋭く』1972年）
- Verwachting en voltooiing （『待望と成就』1978年）
- Tongen als van vuur （『炎のような舌』1980年）
- Verzameld werk（『著作集』2007年9月より刊行開始）
- Van schepping tot Koninkrijk （『創造から神の国まで』2008年）

聖書黙想集
- Sta op tot de vreugde （『よみがえれ喜びに』1947年）
- Verhuld bestaan （『被われた存在』1949年：モーセの十戒、など）
- Het Onze Vader （『われらの父よ』1953年：主の祈り）
- Heb moed voor de wereld （『世にかかわる勇気を持て』1953年、英語版あり：ゼカリヤ書）
- Vertrouw en geniet! （『安心して楽しみなさい』1955年、英語版あり：詩編・ヨハネによる福音書）
- De meeste van deze is de liefde （『最も大いなるものは愛』1957年、英語版あり：コリントの信徒への手紙一13章）
- Dwaasheden in het leven （『人生の愚かさ』上巻1966年：コヘレトの言葉）
- Dwaasheden in het leven （『人生の愚かさ』下巻1966年：コヘレトの言葉）
- Ik geloof （『われ信ず』1968年、ドイツ語版・日本語版あり：使徒信条）
- Op gezag van een apostel （『使徒の権威において』1971年：ローマの信徒への手紙12章）
- Geloven met blijschap （『喜びをもって信じる』1971年）
- Marcus 14 （『マルコによる福音書14章』1971年）
- Marcus 14 (vervolg), 15, 16 （『マルコによる福音書14章（続）・15章・16章』1972年）
- Het leven een feest （『祝祭としての人生』1972年）
- De dood wordt overwonnen （『死は打ち負かされた』1972年：コリントの信徒への手紙一15章）
- Over de psalmen gesproken （『詩編を物語る』1973年）
- Laat heel de aard' een loflied wezen （『全地よ喜びの叫びをあげよ』1973年）
- Reidans （『輪舞』1974年：イザヤ書53章）
- Dichter bij Marcus （『マルコの歌』1974年）
- Gedachten voor elke dag （『日々の黙想』1989年）

## 日本語訳文献
- ISBN 476426370X 『キリスト者は何を信じているか　昨日・今日・明日の使徒信条』
- ISBN 4764260158 『伝道と文化の神学』
- ISBN 4764266644 『キリスト教会と旧約聖書』